# Kraskowo (powiat elbląski)
Kraskowo – wieś w Polsce położona w województwie warmińsko-mazurskim, w powiecie elbląskim, w gminie Młynary.
| SIMC    | Nazwa               | Rodzaj    |
| ------- | ------------------- | --------- |
| 0152862 | Gardyny-Leśniczówka | część wsi |

W latach 1975–1998 miejscowość należała administracyjnie do województwa elbląskiego.
We wsi znajduje się pomnik przyrody - sosna pospolita Gruba Kaśka (wiek ok. 300 lat, wysokość ok. 40 m, obwód 426 cm). 